# てだこまつり
てだこまつりは、沖縄県浦添市の浦添運動公園及び、牧港漁港で行われる祭である。毎年十月下旬ごろに行われる。また本番の前日には、同市の屋富祖大通りを歩行者天国にし、前夜祭が行われる。
浦添市を代表する祭であり、沖縄県内でも有数の大規模な祭であって、毎年、市の人口を上回る約15万人以上の人々が訪れる。第28回では花火ショーの前に市制35周年を記念して6300個の風船が参加者によって放たれた。
ちなみに「てだこ」とは、昔浦添が琉球王国の首都であったときの王「英祖王」の父が太陽であったという伝説があり、それにちなんで沖縄の方言で太陽を意味する「てだ」と、その太陽の子どもを意味する「こ」がくっつき「てだこ」といわれている。

## 沿革
始まりは1978年11月に「てだこの都市・浦添」づくりの一環として行われた「第1回てだこまつり」で、それ以来今日まで市を代表する祭として行われ続けている。
1982年の第5回より7月に開催されていたが、熱中症対策などの理由により2018年から10月開催となっている。
1997年の第20回より通商産業省電源地域産業育成支援補助事業として、「太鼓カーニバルinうらそえ」が祭初日に開催されている。
- 1978年11月　第1回てだこまつり開催。
- 1982年7月　第5回開催。開催月を11月から7月へ変更。
- 1997年7月　第20回開催。太鼓カーニバルinうらそえの開催を始める。
- 2003年7月19日、20日 第26回開催。
- 2004年7月25日、26日 第27回開催。
- 2005年7月23日、24日 第28回開催。
- 2006年7月22日、23日 第29回開催。
- 2007年7月21日、22日 第30回開催。
- 2008年7月19日、20日 第31回開催。
- 2009年7月18日、19日 第32回開催。
- 2010年7月17日、18日 第33回開催。
- 2011年7月23日、24日 第34回開催。
- 2012年7月21日、22日 第35回開催。
- 2013年7月27日、28日 第36回開催。
- 2014年7月19日、20日 第37回開催。
- 2015年7月18日、19日 第38回開催。[2]
- 2018年10月27日、28日 第41回開催。開催月を7月から10月へ変更[3]。
- 2019年10月19日、20日 第42回開催[4]。
- 2020年 第43回中止。
- 2021年 第44回中止。
- 2022年10月29日、30日 第45回開催。

## 日程
第30回の日程（毎年微妙に変わります）
- 前夜祭
  - 屋富祖大通り・歩行者天国

- 祭り1日目
  - 9:00～　サマーヤングフェスタ
  - 17：00～　ちびっ子エイサー
  - 17：30～　ゲストコンサート
  - 19：00～　てだこ火点火式、開会宣言、てだこレディ発表
  - 19：30～　琉球三大王都まつり
  - 21：00～　大花火ショー

- 祭り2日目
  - 9：00～　10人11脚走大会
  - 13：00～　サマーヤングフェスタ
  - 16：00～　ゲストコンサート
  - 17：00～　てだこ演舞まつり
  - 21：00～　大花火ショー

## アクセス

### 臨時駐車場
- 浦添市役所駐車場
- 浦添てだこホール駐車場
- 浦添市美術館駐車場
- 浦添小学校・浦添中学校